# کونیو مورای
کونیو مورای (انگلیسی: Kunio Murai؛ زادهٔ ۲۰ سپتامبر ۱۹۴۴) هنرپیشه، و صداپیشه اهل چین است.